# Batalla de Tarawa
La batalla de Tarawa va ser un combat dins del marc de la Guerra del Pacífic corresponent a la Segona Guerra Mundial, lliurat en l'atol Tarawa des del 20 de novembre al 23 de novembre de 1943. Era la segona vegada que els Estats Units passava a l'ofensiva - la campanya de Guadalcanal havia estat la primera -, i la primera ofensiva a la crítica regió central del Pacífic.
També va ser la primera vegada en la guerra que els Estats Units es va enfrontar a una forta oposició japonesa en efectuar els desembarcaments. Els anteriors van tenir poca o cap resistència inicial. Els defensors japonesos estaven ben proveïts i ben preparats, i van lluitar gairebé fins a l'últim home. Al coronel David M. Shoup, als tinents primers, Alexander Bonnyman i William D. Hawkins i al sergent primer William J. Bordelon se'ls va concedir la Medalla d'Honor.

## Antecedents
Amb la finalitat d'establir bases aèries avançades, capaces de recolzar les operacions en tot el Pacífic central, de les Filipines cap al Japó, els EUA necessitaven prendre les Illes Mariannes. Les Mariannes estaven fortament defensades, i es van succeir una sèrie d'atacs contra aquestes defenses, bombarders basats en terra van ser utilitzats per afeblir-les. Les illes properes capaces de recolzar aquest esforç van ser les Illes Marshall, al nord-est de Guadalcanal. Prenent les Illes Marshall es proporcionaria una base necessària per llançar una ofensiva en les Mariannes, però les Illes Marshall estaven incomunicades amb Hawaii per culpa d'una guarnició japonesa, a la petita illa de Betio a l'oest de l'atol de Tarawa, a les Illes Gilbert. Així, per finalment llançar una invasió de les Mariannes, la batalla va haver de començar cap a l'est, a Tarawa. Les forces japoneses eren conscients de la ubicació estratègica de les illes Gilbert i havien invertit considerable temps i esforç a fortificar l'illa. El 7º Sasebo de les Forces Especials de desembarcament japoneses (Special Naval Landing Forces) amb 2619 homes sota el comandament del comandant Takeo Sugai era una unitat d'elit de marina japonesa. Aquesta unitat posseïa 14 tancs lleugers Tipus 95, dirigits per Ensign Ohtani. Amb la finalitat de reforçar les defenses, els 1247 homes de la 111.a Pioneers (similars als Seabee nord-americans), juntament amb els 970 homes del batalló de construcció de la Quarta Flota i aproximadament 1200 treballadors forçats que es van portar de Corea, hi van treballar. Una sèrie de canons de defensa costanera, incloent-n'hi alguns de 8 polzades comprats als britànics abans de la guerra, es trobaven al voltant de l'illa i foren col·locats en búnquers de formigó. Un total de 500 fortins, estacades i quaranta peces d'artilleria, van ser escampats al voltant de l'illa. Un camp d'aviació va ser construït a la selva en el punt més alt de l'illa. Les trinxeres connectaven tots els punts de l'illa, la qual cosa permetia el moviment de les tropes en cas necessari. El vicealmirall Shibazaki Keiji, que comandava la guarnició, s'havia vanat que «es necessitaria un milió d'homes i cent anys» per a la conquesta de Tarawa.
Betio és una illa de forma triangular, amb el punt cap a l'est i la base en l'oest. La llacuna de l'atol es troba al nord i est, amb tota la costa nord de l'illa en les aigües poc profundes de l'atol, i els costats sud i oest en aigües més profundes. Com vulgui que els possibles atacs vinguessin des del sud, les aigües més profundes, es construeix un enorme mur, just en el límit de la marea alta, darrere de la qual una sèrie de llocs de metralladores i casamates podien disparar sobre qualsevol que tractés de superar el mur. Un llarg moll es va construir apuntant cap al nord des de l'extrem occidental de l'illa, permetent als bucs de càrrega ser descarregats passat els esculls i aigües poc profundes, mentre que permet fondejar en les aigües protegides de la llacuna poc profunda.

## Batalla

### 20 de novembre

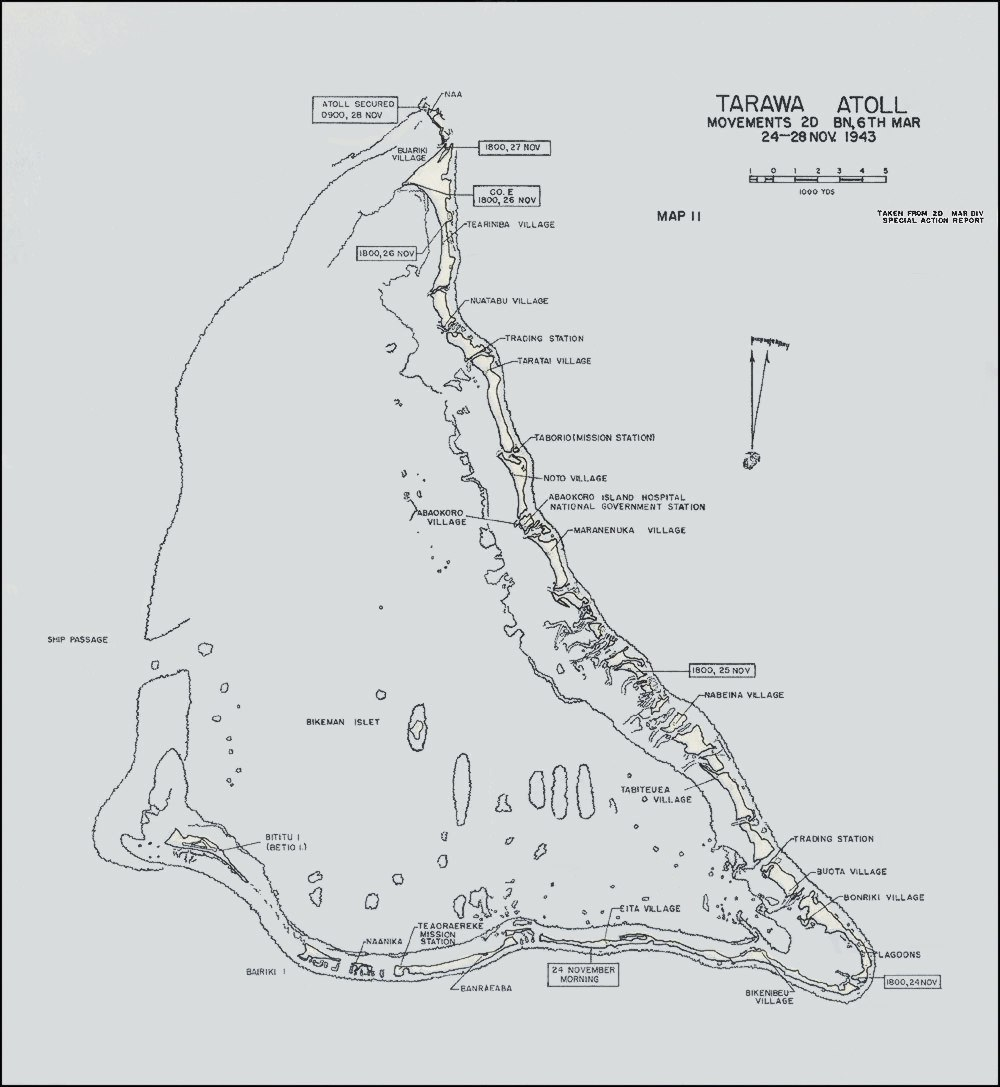
Mapa de l'Atolón de Tarawa

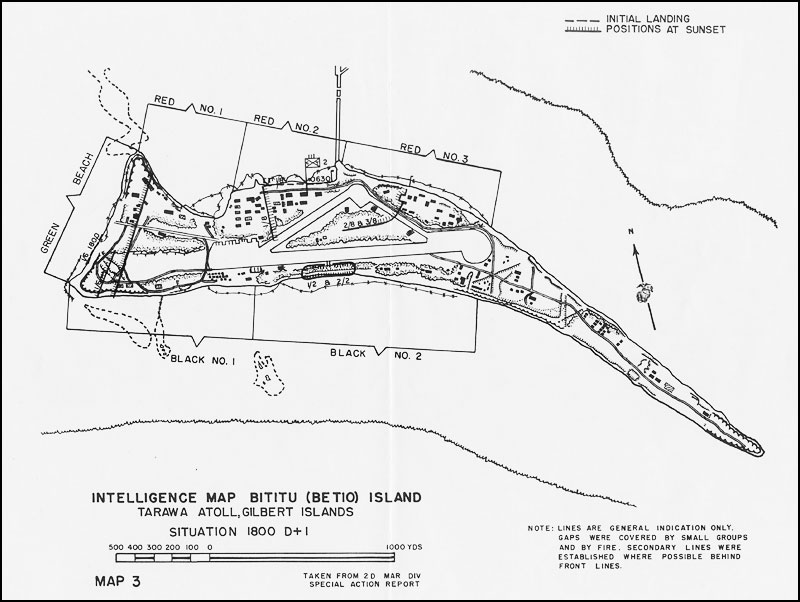
Mapa de Betio, Tarawa

La força d'invasió nord-americana va ser la major mai reunida per a una sola operació en el Pacífic, integrada per 17 portaavions (6 CV, 5 CVL, 6 CVEs), 12 cuirassats, 8 creuers pesats, 4 creuers lleugers, 66 destructors i 36 transports. La força embarcada era la 2.a Divisió de Marines i una part de la 27.a Divisió d'Infanteria de l'exèrcit dels Estats Units, prop de 35 000 soldats i marines. Les forces navals van obrir foc el 20 de novembre de 1943, el bombardeig va durar més d'una hora i mitja, parant breument per permetre que bombarders en picat dels portaavions ataquessin contra posicions fixes. La majoria dels canons més grans dels defensors van ser eliminats durant aquest període. L'illa, que en algunes zones només era d'uns centenars de metres d'ample, a causa del bombardeig va quedar gran part en ruïnes. Al moment de la invasió, es va pensar que ningú quedaria viu per defensar el que quedava de la petita illa. El pla d'atac convergia en tres platges principals, Platja Vermella dividida al seu torn en tres zones (Xarxa 1, Xarxa 2 i Xarxa 3), Platja Negra (Black 1 i Black 2) i Platja Verda respectivament. La platja Vermella estava dividida en tres zones, Xarxa 1 en l'extrem oest en el peu de l'illa, Xarxa 2 pel centre i Xarxa 3 cap a l'est contra el moll. Les platges Verda i Negra van ser la base occidental i la costa sud, respectivament, i no es van considerar aptes per a desembarcaments. Els marines van iniciar el seu atac a la llacuna a les 09.00 h, després de l'esperat, i es van veure atrapats en un escull a uns 460 m de la costa. Els marines havien planificat desembarcar en Betio amb marea baixa i explicaven que en pujar la marea s'aconseguiria una profunditat d'1,5 m a la zona dels esculls, que permetés l'arribada de les llanxes de desembarcament. Però aquest dia i el següent, en les paraules d'alguns observadors, «l'oceà es va asseure allí», deixant a una profunditat mitjana de 0,9 m sobre l'escull.
Quan el bombardeig naval es va detenir per permetre que els marines desembarquessin, els japonesos van sortir dels refugis, i ràpidament van ocupar les seves posicions d'artilleria. Els vaixells de l'Armada atrapats en l'escull es van veure atacats per l'artilleria japonesa i foc de morter. Les tropes van saltar als bots i van començar el seu viatge a terra, sota el foc de metralladores. Un petit nombre de LVTs van ser capaços d'arribar a l'escull, amb certa dificultat, però molts més van ser eliminats pels grans canons, i la meitat dels LVT estaven fora de combat en finalitzar la jornada. La primera onada de LVT només va ser capaç de posar en terra a uns quants homes, que estaven immobilitzats a la platja. Diversos intents inicials de desembarcar tancs i trencar la paret defensiva van fracassar quan les llanxes de desembarcament es van enfonsar o bé van haver de retirar-se. Dos tancs finalment van desembarcar en l'extrem est de la platja, però van ser eliminats amb bastant rapidesa. Altres tres tancs van ser capaços de tocar terra en l'extrem occidental i van ajudar a impulsar la línia a 270 m de la costa, però un d'ells va caure en un cràter i un altre va ser destruït per una mina. El tanc restant es va utilitzar com un búnquer portàtil la resta del dia. Un tercer escamot va poder desembarcar amb els seus quatre tancs en Xarxa 3 al voltant del migdia i operar amb èxit durant gran part del dia, però al final del dia només un tanc seguia operatiu. Al migdia, els marines havien pres amb èxit la platja fins a la primera línia de defensa japonesa.
A les 15.30 h la primera línia s'havia mogut terra endins en algunes zones, però en general la primera línia encara estava a la platja. L'arribada dels tancs a Xarxa 3 i Xarxa 2 (el flanc dret, mirant cap al sud de l'illa) va propiciar que els marines poguessin avançar, i en arribar la nit, gairebé havien conquistat la meitat de l'illa, trobant-se a poca distància de la pista principal. Durant les hores següents els defensors japonesos van escometre amb foc als atacants.

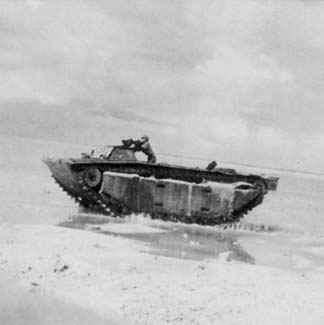
LVT en Green Beach, Novembre de 1943

### 21 de novembre
Amb l'ocupació dels marines, d'una part de l'illa, el segon dia es va intentar dividir les forces japoneses en dues, mitjançant l'ampliació del bombardeig, prop de la pista d'aterratge fins a aconseguir la riba sud. Mentrestant, les forces de Xarxa 1 es van encarregar d'assegurar la platja Verda, l'extrem occidental de tota l'illa. Al final, la platja Verda va resultar una mica més fàcil de l'esperat. Amb una forta resistència al llarg de la zona, el comandant va decidir evitar el combat directe i en el seu lloc va sol·licitar a l'Armada que disparessin sobre la costa. Avançant lentament durant el dia, els observadors d'artilleria van ser capaços de localitzar els llocs de metralladores i altres defenses. Una vegada acabat el foc de suport, les tropes van ser capaces de prendre les posicions en, aproximadament una hora, i amb poques pèrdues. Les operacions al llarg de Xarxa 2 i Xarxa 3 eren considerablement més difícils. Durant la nit, els defensors havien aixecat diversos fortins, amb més metralladores, en un punt des del qual dominaven a les forces nord-americanes que havien desembarcat a les dues platges, el foc dels nius de metralladores va aconseguir que les forces nord-americanes estiguessin separades unes d'unes altres, però a la tarda havien creuat la pista d'aterratge abandonada i havien ocupat el costat sud. Al voltant de les 12.30 h va arribar un missatge en el qual es deia, que encara quedaven alguns defensors en l'extrem oriental de la illeta de Bairiki, l'illot del costat. A algunes unitats del 6º Regiment de Marines se'ls va ordenar desembarcar a Bairiki per segellar la via de fuita. Proveïts de tancs i d'artilleria, van iniciar els desembarcaments a les 16.55 h. Van ser rebuts amb foc de metralladores, per la qual cosa van haver de demanar suport a l'aviació, per tractar de localitzar els emplaçaments i suprimir-los. Més tard es va descobrir que només hi havia un fortí amb 12 metralladores. Tenien un petit tanc de gasolina en el fortí, i quan va ser colpejat pel foc dels avions es va incendiar. Mentrestant, altres unitats del 6º Regiment van ser enviades al nord de platja Verda (prop de Xarxa 1).
En finalitzar el dia, tot l'extrem occidental de l'illa estava en poder de les forces nord-americanes, així com una línia bastant contínua entre Xarxa 2 i Xarxa 3 al voltant de les àrees de tràfic de l'aeròdrom. Un altre grup s'havia mogut a través de la pista d'aterratge i va establir un perímetre en el costat sud, de Negre 2. Els grups no estaven en contacte uns amb uns altres, amb una bretxa de més de 460 m entre les forces de Xarxa 1/Green i Xarxa 2, i les línies en el costat nord cap a l'interior des de Xarxa 2/Xarxa 3 no eren contínues. L'almirall Keiji Shibazaki, va morir en el seu lloc de comandament complicant els problemes de comandament japonès.

### 22 de novembre

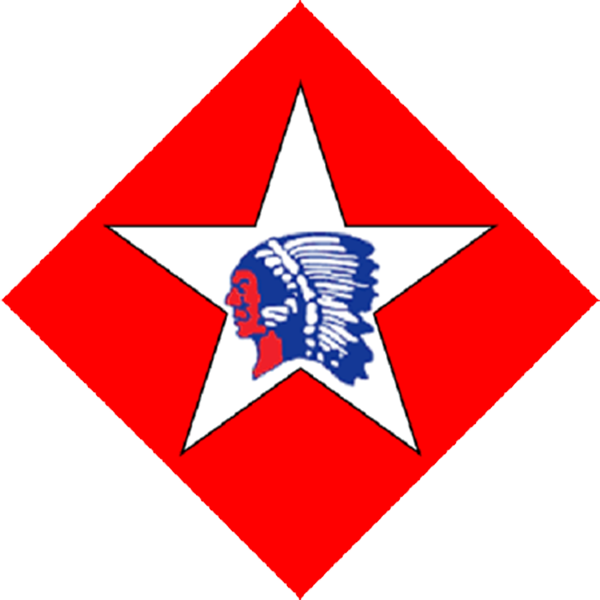
Insígnia de l'1.er Batalló del 6º Regiment de la 2.a Divisió de Marines.

El tercer dia de la batalla va consistir principalment en la consolidació de les línies existents, i es van enviar més tancs i equips pesats. Durant el matí les forces que van desembarcar en Rojo 1 havien fet alguns avanços cap a Rojo 2. Mentrestant, les unitats del 6º Regiment van desembarcar en Green al sud de Xarxa 1. A la tarda, l'1.er. Batalló del 6º Regiment, estaven prou organitzats i preparats per passar a l'ofensiva. Van començar a les 12.30 h i aconsegueixen que les forces japoneses es retirin cap a la costa sud de l'illa. A la tarda havien arribat a l'extrem oriental de l'aeròdrom i es van unir amb les forces que havien desembarcat en Xarxa 3, dos dies abans. Les restants forces japoneses estaven dividides en petits grups a l'interior de l'illa, localitzats prop de Xarxa1/Xarxa 2 o prop del costat est de l'aeròdrom. Conscient d'això, les forces japoneses van llançar un contraatac, que va començar aproximadament a les 19.30 h. Petites unitats van ser enviades per infiltrar-se en les línies dels nord-americans en la preparació d'un assalt a gran escala, però van ser rebutjades pel foc concentrat d'artilleria, i l'assalt mai va tenir lloc. Els japonesos van realitzar un altre contraatac a les 23.00 h.

### 23 de novembre
A les 04.00 h finalment va tenir lloc l'assalt japonès, a la mateixa zona del que es va produir cinc hores abans. En finalitzar la batalla, 200 dels 300 atacants van ser trobats morts davant de les línies d'EE.UU., la gran majoria de morts va ser pel foc d'artilleria.

### Conseqüències
Només un oficial japonès, 16 soldats i 129 coreans estaven vius al final de la batalla. Les baixes japoneses i coreanes van ser més de 4690 morts. Les forces nord-americanes van sofrir 3983 baixes, 985 morts i més 2311 ferits, per part dels marines i 687 morts de l'Armada dels Estats Units. Encara que les forces dels Estats Units eren set vegades més grans que les japoneses, aquestes van ser capaces d'infligir un dany substancial a les forces nord-americanes. Aquest nombre de baixes va deslligar una tempesta de protestes als Estats Units, on no es podien entendre les elevades pèrdues en una petita i aparentment sense importància illa enmig del no-res. En finalitzar la guerra se li va preguntar al General Holland M. Smith.
Les pèrdues en Tarawa es poden explicar per la dificultat de coordinar les operacions amfíbies combinades, una de les missions militars més exigents. En aquest moment, Tarawa va ser l'atol envaït per les forces aliades en el Pacífic, amb el major nombre de defenses. Però les lliçons apreses a Tarawa s'aplicarien en la batalla d'Iwo Jima.